# 金华城墙

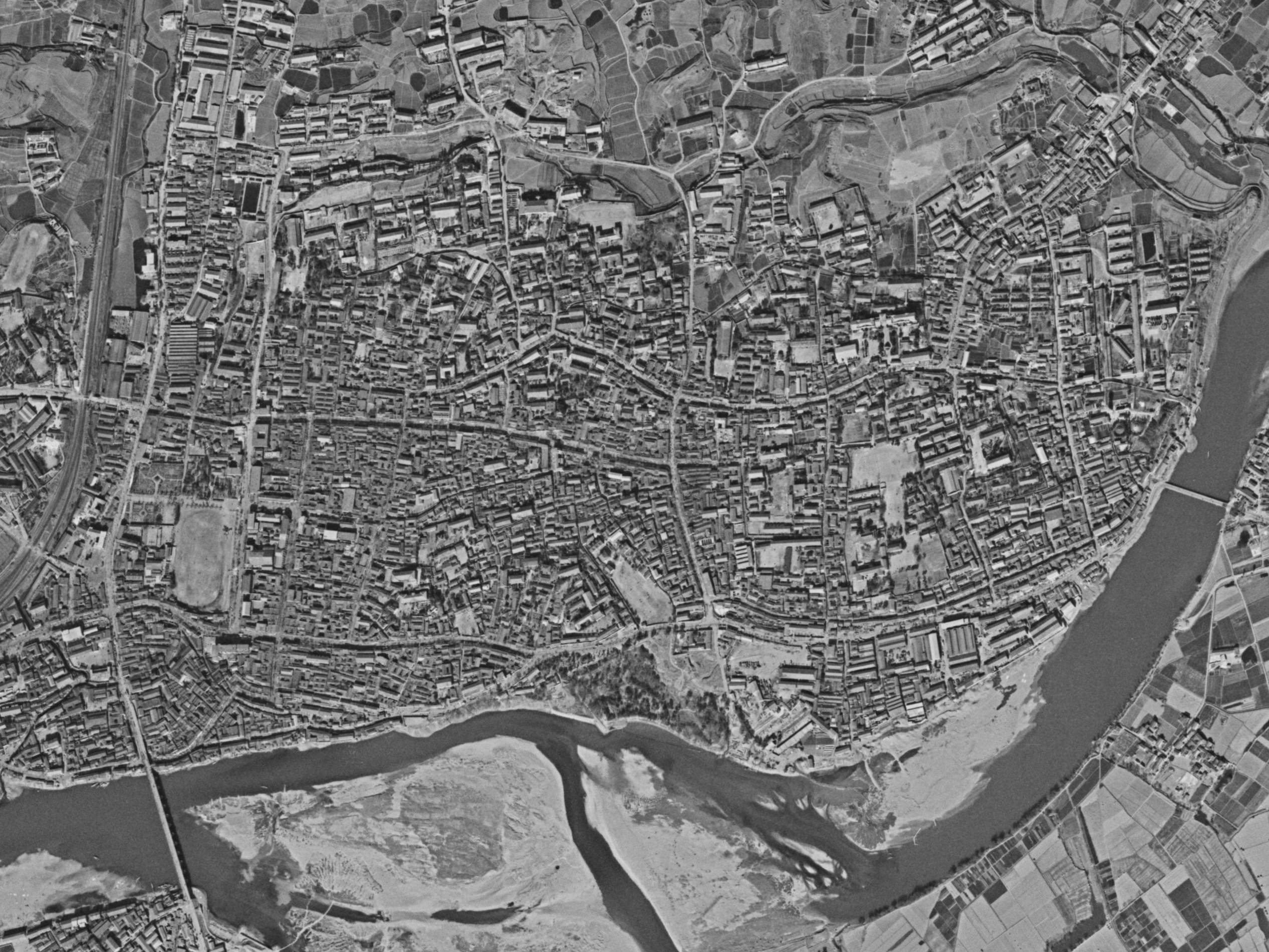
金华老城区卫星图（1972年）

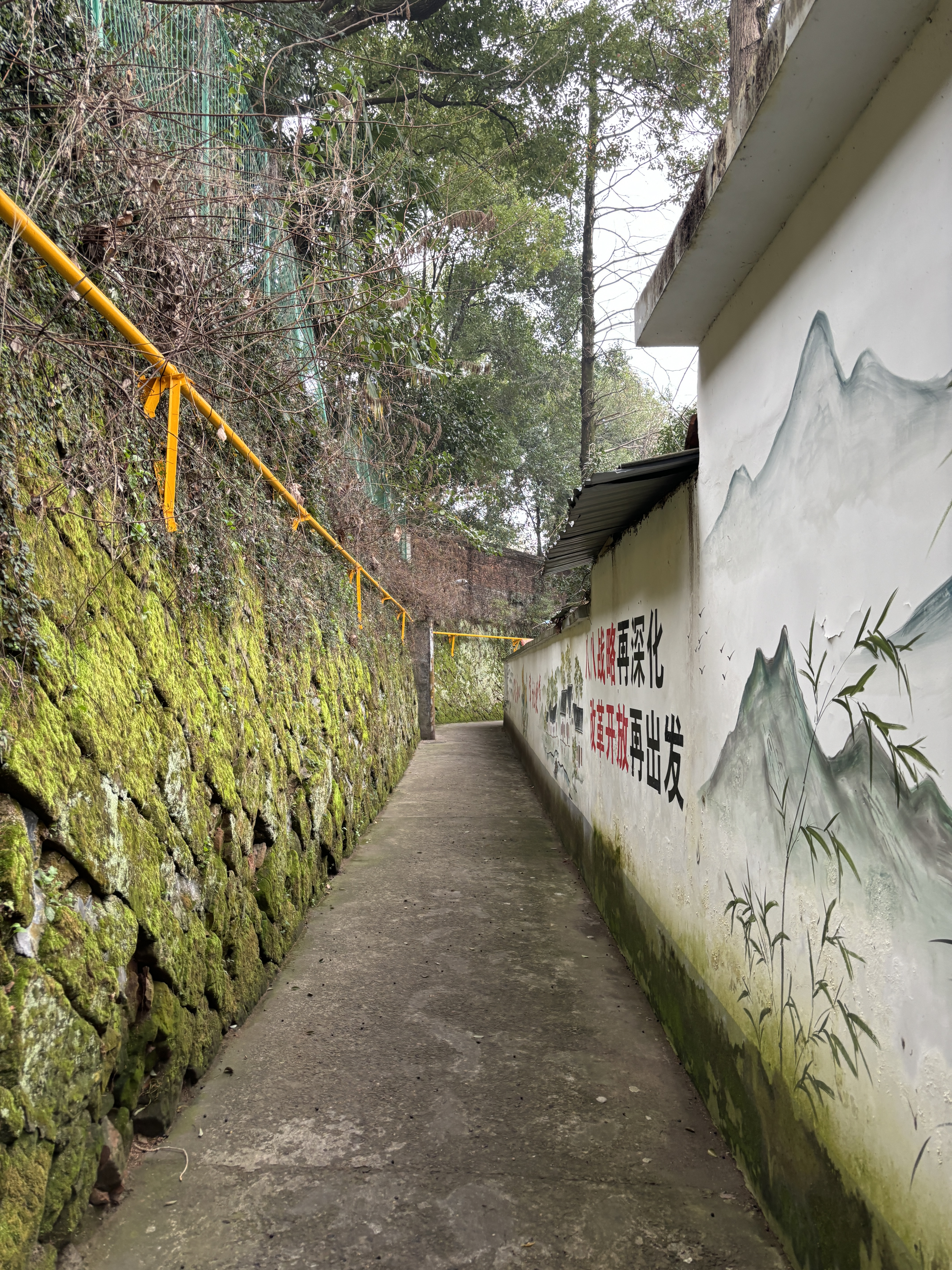
明月楼社区含笑巷旁的城墙遗址，城墙背现为金华市环城小学操场

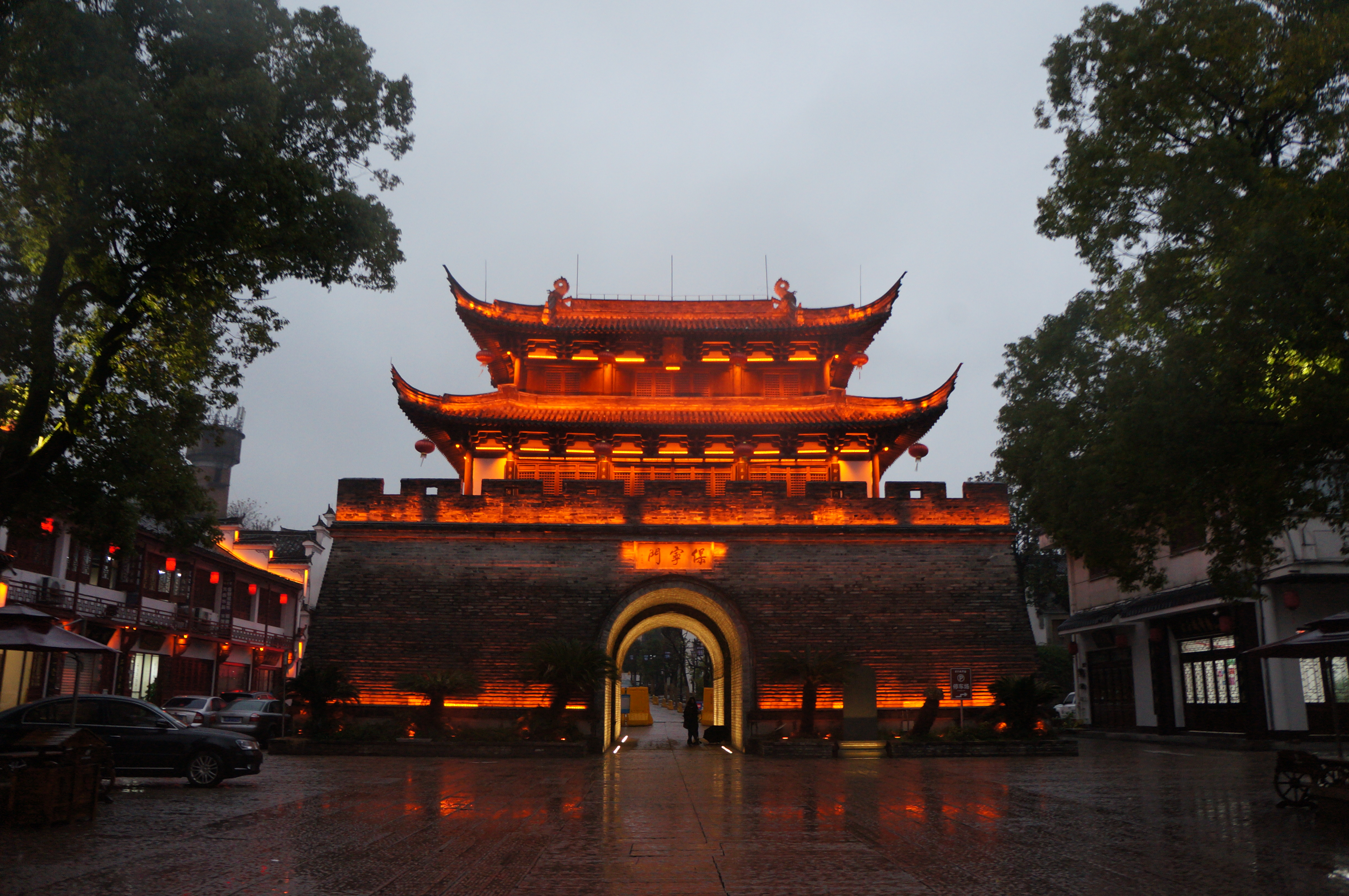
保宁门

金华城墙位于中国浙江省金华市市区：原城墙南临婺江，西至新华街一带，北至人民东路一带，东至东市街一带，并由通园溪等引水灌入挖凿的护城河。1938年，金华城墙大部拆除，现仅存通远门城墙和水门城墙两处遗址；金华市环城小学的操场亦建于城墙背上。

## 历史
唐昭宗天复三年（903年），后梁国王钱鏐在婺州旧城基础上向西扩建并始筑城墙，旧城成为婺州城的子城，当地俗称“古子城”。北宋宣和四年(1122年)，知州范之才重新修筑城墙。元顺帝至元年间古城墙尽废。元至正十二年（1352年），在旧址重建城墙。
此后明清时多次修筑。
1938年12月，为便于居民战时疏散，拆除城墙。
2004年，重建保宁门。

## 城门
金华城垣有8座城门，分别为赤松门（俗称梅花门）、八咏门（旧名玄畅门）、清波门（俗称柴埠门）、长仙门（俗称水门）、通远门（俗称望门）、迎恩门（又名朝天门，俗称兰溪门）、天皇门（一名天柱门）、旌孝门（俗称义乌门）。